# Krasnopolje (Kaliningrad, Prawdinsk)
Krasnopolje (russisch Краснополье, deutsch Hohenstein, Kreis Bartenstein) ist ein Ort in der russischen Oblast Kaliningrad (Gebiet Königsberg (Preußen)) und liegt im Rajon Prawdinsk (Kreis Friedland (Ostpr.)). Krasnopolje gehört zur Prawdinskoje gorodskoje posselenije (Stadtgemeinde Prawdinsk (Friedland (Ostpr.))).

## Geographische Lage
Krasnopolje liegt drei Kilometer nördlich der russisch-polnischen Staatsgrenze an einer Nebenstraße, die Sewskoje (Böttchersdorf) an der russischen Fernstraße A 196 (ehemalige deutsche Reichsstraße 131) mit Bytschkowo (Kaydann) unweit der Alle (russisch: Lawa) verbindet. Bis 1945 war das zwei Kilometer entfernte Böttchersdorf (Sewskoje) Bahnstation an der Strecke von Königsberg (russisch: Kaliningrad) nach Angerburg (heute polnisch: Węgorzewo), die heute nicht mehr in Betrieb ist.

## Geschichte
Das ehedem Hohenstein genannte Gutsdorf war 1874 einer von vier Gutsbezirken, die zusammen mit zwei Landgemeinden den neu errichteten Amtsbezirk Böttchersdorf (russisch: Sewskoje) bildeten. Er gehörte bis 1927 zum Kreis Friedland, danach zum Landkreis Bartenstein (Ostpr.) im Regierungsbezirk Königsberg der preußischen Provinz Ostpreußen.
Im Jahre 1910 zählte Hohenstein 130 Einwohner. Diese Zahl sank bis 1933 und betrug auch 1939 noch 105.
Da im nördlichen Ostpreußen gelegen kam Hohenstein 1945 zur Sowjetunion und wurde 1947 in „Krasnopolje“ umbenannt. Bis 2009 war der Ort innerhalb der seit 1991/92 russischen Oblast Kaliningrad in den Sewski sowjet (Dorfsowjet Sewskoje (Böttchersdorf)) eingegliedert und kam dann – aufgrund einer Struktur- und Verwaltungsreform – als „Siedlung“ (russisch: possjolok) eingestufte Ortschaft zur Prawdinskoje gorodskoje posselenije (Stadtgemeinde Prawdinsk (Friedland (Ostpr.))) im Rajon Prawdinsk.

## Kirche
Krasnopolje gehört zur russisch-orthodoxen Diözese Kaliningrad und Baltijsk (Königsberg und Pillau).
Mit seiner damals überwiegend evangelischen Bevölkerung war Hohenstein bis 1945 in das Kirchspiel Böttchersdorf (heute russisch: Sewskoje) eingepfarrt. Es gehörte zum Kirchenkreis Bartenstein (heute polnisch: Bartoszyce) in der Kirchenprovinz Ostpreußen der Kirche der Altpreußischen Union.
Heute liegt Krasnopolje im Einzugsgebiet der in den 1990er Jahren neu gegründeten Gemeinde in Prawdinsk (Friedland (Ostpr.)), die eine Filialgemeinde zur Auferstehungskirche in Kaliningrad (Königsberg) ist. Sie ist der ebenfalls neu gebildeten Propstei Kaliningrad in der Evangelisch-Lutherischen Kirche Europäisches Russland zugeordnet.